# Matteo Franceschini
Matteo Franceschini (Trento, 28 ottobre 1979) è un compositore  e polistrumentista italiano, residente a Parigi.

## Biografia e carriera
Franceschini ereditò la passione per la musica dal padre Armando, conduttore d'orchestra e direttore del Conservatorio di Trento. Diplomatosi in clarinetto con Mauro Pedron, studiò composizione musicale e direzione d'orchestra al Conservatorio di Milano. I suoi insegnanti erano Alessandro Solbiati e Sandro Gorli. Prima di proseguire gli studi in Francia, frequentò l'Accademia Nazionale di Santa Cecilia di Roma, quindi si iscrisse al corso annuale di composizione e computer music presso l'IRCAM di Parigi.
Franceschini vive a Parigi, dove lavora come compositore e docente di composizione. Ha tenuto classi presso il Conservatorio Nazionale e l'IRCAM di Parigi, e in Italia alla IULM e al Conservatorio Giuseppe Verdi e Santa Cecilia di Milano e Roma. 
La musica di Franceschini è destinata soprattutto a opere per il teatro, composizioni sinfoniche, corali e da camera, colonne sonore, e installazioni multimediali. Nel corso della sua carriera ha ricevuto commissioni da numerose istituzioni, fra le quali la Biennale di Venezia, la Philharmonie de Paris, il Ministero della cultura di Francia e l'Opéra-théâtre de Saint-Étienne. Inoltre è stato nominato compositore in residenza presso l'Arcal di Parigi, l'Orchestre National d'Île-de-France, l'Accademia Filarmonica Romana, e l'Orchestra Haydn. I suoi lavori sono stati eseguiti al Teatro alla Scala, alla Cité de la musique, al MITO SettembreMusica, all'Università di Harvard, e trasmessi da emittenti radiofoniche europee.
Con il nome d'arte Tovel, esegue i suoi pezzi di musica elettronica sperimentale suonando il pianoforte, il clarinetto e il basso elettrico. Nel 2022 è uscito il suo primo album, Gravity, in cui intreccia il synth modulare con i suoni acustici di pianoforte, sassofono e archi.

## Principali composizioni

### Orchestra
- Ardus - Chanto II, Brussels Philharmonic (2004)
- La casa dell'eremita, Orchestra Sinfonica Nazionale della RAI (2005)
- Lotus, Orchestra Haydn (2007)
- La grammatica del soffio, Orchestra di Padova e del Veneto (2011)
- Ja sam, Filarmonica della Scala (2012)
- Voce, Orchestre national d’Île-de-France (2013)
- A memoria d'eco, Orchestra Nazionale del Belgio (2007)

### Musica da camera
- Set, Trio di Parma (2008)
- Archaeology, London Sinfonietta (2011)
- Middle Eight, Orchestra della Toscana (2012)

### Opera
- Iconae, IRCAM (2007)
- Il gridario, La Biennale di Venezia (2010)
- Milo, Maya e il giro del mondo, Teatro Sociale di Como (2015)
- Forèst, Orchestra Haydn (2015)
- Alice, Orchestre national d’Île-de-France (2016)

## Discografia
- Il risultato dei singoli, disco monografico prodotto da Stradivarius Record (2011)
- Gravity, prodotto da Scala Music (2022)

## Riconoscimenti
- 2011 – Titolo di Italian Affiliated Fellow in Arts da parte della American Academy in Rome
- 2015 – Premio Fedora Rolf Liebermann per l'opera lirica per Milo, Maya e il giro del mondo
- 2019 – Leone d'Argento per la musica, Biennale di Venezia